# Joseph Silverstein

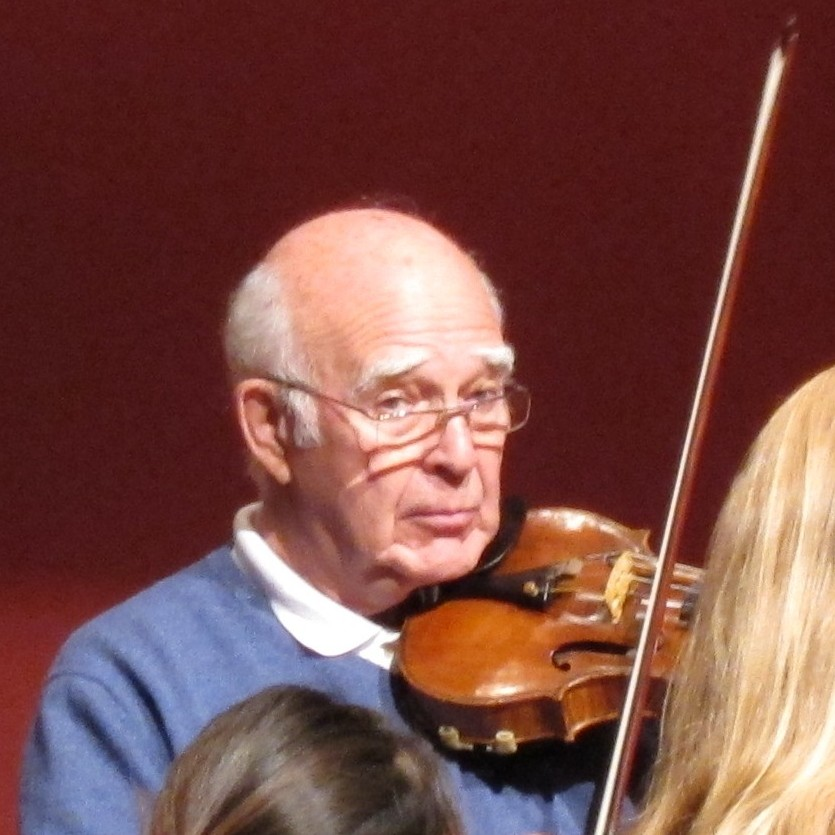
Joseph Silverstein nel 2011

Joseph Silverstein (Detroit, 21 marzo 1932 – Boston, 21 novembre 2015) è stato un violinista, docente e direttore d'orchestra statunitense.

## Biografia
Joseph Harry Silverstein iniziò a studiare con suo padre Bernard, che era un insegnante di musica della scuola pubblica. Dal 1945 al 1950 studiò al Curtis Institute of Music di Filadelfia prima con Vida Reynolds e poi con Efrem Zimbalist. In seguito si perfezionò con Josef Gingold, Demetrius Constantine Dounis, William Primrose, e Mischa Mischakoff.
Completati gli studi nel 1950, Silverstein fu membro della Houston Symphony Orchestra, la Philadelphia Orchestra e la Denver Symphony Orchestra. Nel 1955 entrò nella Boston Symphony Orchestra e nel 1959 acquisì una certa fama internazionale, vincendo il terzo premio al Concorso Regina Elisabetta di Bruxelles.
Debuttò alla Town Hall di New York nel 1961.
Dopo sette anni come violino di fila nella Boston Symphony, nel 1962 Silverstein divenne la spalla della stessa orchestra, carica che ricoprì per 22 anni fino al 1984. Nel 1971 fu nominato direttore sostituto della Boston Symphony Orchestra. Oltre all’attività concertistica e orchestrale, Silverstein ricoprì l’incarico di docente al New England Conservatory, alla Yale University, alla Boston University, e al Tanglewood Music Center.
Ha collaborato, sotto diverse forme, con la Florida Philharmonic, Northwest Chamber Orchestra di Seattle, Utah Symphony (direttore musicale per 15 anni) Boston Chamber Players (di cui è stato fondatore e direttore musicale) Winnipeg Symphony, Hartford Symphony, Richmond Symphony e consulente artistico di 10 orchestre negli Stati Uniti e in Canada.
Il suo repertorio da solista comprendeva oltre trenta concerti da Haydn a Schönberg.
Ha avuto una notevole attività discografica, come direttore e solista, per CBS, Deutsche Grammophon, New World Records, Nonesuch, Pro Arte, RCA, Telarc e Delos. Due delle sue registrazioni hanno ricevuto le nomination ai Grammy: Quattro Stagioni di Vivaldi con Seiji Ozawa e la Boston Symphony e le musiche di Beethoven, Dohnanyi e Kodaly con The Chamber Music Society del Lincoln Center.
Insegnante appassionato, ha insegnato al Curtis Institute of Music di Philadelphia, dove si è laureato nel 1950, e alla Longy School of Music di Cambridge, Massachusetts. Ha anche insegnato all’Accademia del Verbier Festival in Svizzera.
Nel corso della sua carriera Silverstein si esibì su un violino Giovanni Battista Guadagnini del 1773 (appartenuto in precedenza ad Arthur Grumiaux e ad Alfredo Campoli) e su un violino Giuseppe Guarneri del Gesù del 1742 (precedentemente appartenuto a Camilla Urso).